# Ансегиз (епископ Женевы)
Ансегиз (Ансегин; лат. Ansegisus или Anseginus, фр. Ansegise; умер между 877 и 881/882) — епископ Женевы во второй половине IX века.

## Биография
Основной исторический источник о Ансегизе — посвящённая ему эпитафия. Этот написанный на латинском языке текст был выбит на мраморной плите, находившейся в церкви Святого Виктора в Женеве. Впоследствии почти половина этого артефакта была утрачена, но полный текст надписи известен благодаря сделанной с него в XVI веке копии. Также сохранился фрагмент современной Ансегизу надписи с его именем, хранящийся в Женевском музее искусства и истории.
О происхождении Ансегиза сведений не сохранилось. Все свидетельства о нём относятся уже к тому времени, когда он был главой Женевской епархии.
В наиболее раннем из сохранившихся средневековых списков глав местной епархии, созданном в XI веке при епископе Фредерике, ближайшими предшественниками Ансегиза на епископской кафедре названы Домициан II и Бозон. Об этих персонах известно очень мало, а существование Домициана II даже подвергается сомнению. Предшествовавшим же Ансегизу главой Женевской епархии, о котором имеются достаточно подробные сведения, был в последний раз упоминавшийся в 838 году Альтад.
Предполагается, что первое свидетельство о женевском епископе Ансегизе может датироваться 862 годом. Тогда на Савоньерском соборе диакон Анскарий просил участников синода поддержать его притязания на возглавляемую неким Ансегизом епископскую кафедру. Однако он ничего не добился, так как плохо разбирался в Священном Писании и не был уроженцем епархии, на которую претендовал. В описывавших эти события документах название возглавляемой Ансегизом епархии отсутствует. На этом основании единственным достоверным упоминанием о Ансегизе как епископе Женевы в современных ему источниках считается свидетельство о его участии в 877 году в церковном соборе в Равенне. Сохранилась написанная здесь дарственная хартия епископа Отёна Адальгария аббатству Флавиньи, которую засвидетельствовал Ансегиз (лат. «Ansigisus genevensis episcopus subscripsi»). Имя Ансегиза отсутствует среди тех церковных деятелей, которые 15 октября 879 года участвовали в ассамблее в Мантайе (около современного Аннейрона), на которой Бозон Вьеннский был избран королём Нижней Бургундии. Возможно, Ансегиз к тому времени уже скончался. В средневековых списках глав женевских епископов сообщается, что он управлял епархией тридцать два года и десять месяцев, но насколько достоверна эта информация, неизвестно. Преемником Ансегиза был Оптанд, впервые упоминавшийся в этом сане в 881 или 882 году. Ансегиз был похоронен в женевской церкви Святого Виктора рядом с могилами воинов Фиваидского легиона (святых Виктора, Винцента и Урса).